# Bail Hongal
Bail Hongal é uma cidade no distrito de Belgaum, no estado indiano de Karnataka.

## Demografia
Segundo o censo de 2001, Bail Hongal tinha uma população de 43 215 habitantes. Os indivíduos do sexo masculino constituem 51% da população e os do sexo feminino 49%. Bail Hongal tem uma taxa de literacia de 68%, superior à média nacional de 59,5%; com 56% para o sexo masculino e 44% para o sexo feminino. 13% da população está abaixo dos 6 anos de idade.